# Плеси л'Евек
Плесѝ л'Евѐк (на френски: Le Plessis-l'Évêque) е село в северна Франция, част от департамента Сен е Марн на регион Ил дьо Франс. Населението му е около 297 души (2017).
Разположено е на 103 метра надморска височина в Парижкия басейн, на 9 километра северозападно от Мо и на 36 километра североизточно от центъра на Париж. Селището се споменава за пръв път през 1150 година.

## Известни личности
Починали в Плеси л'Евек
- Шарл Пеги (1873 – 1914), писател